# Liang Jingkun
Dans ce nom chinois, le nom de famille, Liang, précède le nom personnel Jingkun.
Pour les articles homonymes, voir Liang.
Liang Jingkun, né le 20 octobre 1996 à Tangshan, est un pongiste chinois.

## Carrière
Médaillé d'argent en simple aux Jeux asiatiques de la jeunesse de 2013, il remporte aux Championnats du monde junior de tennis de table en 2013 la médaille d'or par équipes et la médaille de bronze en double et en 2014 la médaille d'or par équipes.
Aux Championnats du monde de tennis de table 2019 et de 2021, il est médaillé de bronze en simple et en double avec Lin Gaoyuan. Il décroche à nouveau une médaille de bronze en simple aux Championnats du monde 2023.

## Palmarès

### 2021
- Vainqueur du WTT Contender Laško 2021 - simple messieurs.
- Vainqueur du WTT Contender Novo Mesto 2021 - simple messieurs.

### 2022
- Vainqueur du WTT Contender Muscat 2022 - simple messieurs.

### 2023
- Vainqueur du WTT Star Contender Goa 2023 - simple messieurs.
- Vainqueur du WTT Contender Taiyuan 2023 - simple messieurs.

### 2024
- Vainqueur du WTT Champions d'Incheon 2024 - simple messieurs.
- Finaliste du Grand Smash de Singapour 2024 - simple messieurs.
- Vainqueur du WTT Contender Taiyuan 2024 - simple messieurs.

## 2025
- Médaille de bronze aux Championnats du monde à Doha